# Józef Spałek
Józef Spałek (ur. 24 listopada 1945 w Szklanej Hucie) – polski fizyk, profesor nauk fizycznych, specjalizuje się w fizyce teoretycznej oraz fizyce ciała stałego (w szczególności w kwantowej fizyce materii skondensowanej). Kierownik Zakładu Teorii Materii Skondensowanej i Nanofizyki Instytutu Fizyki Wydziału Fizyki, Astronomii i Informatyki Stosowanej Uniwersytetu Jagiellońskiego oraz profesor zwyczajny w Akademickim Centrum Materiałów i Nanotechnologii Akademii Górniczo-Hutniczej. W 1977 opracował model t-J (standardowy model w teorii układów silnie skorelowanych elektronów). Laureat wielu nagród, w tym Nagrody FNP zwanej „polskim noblem” (2016) oraz Medalu Mariana Smoluchowskiego – najwyższego wyróżnienia przyznawanego przez Polskie Towarzystwo Fizyczne (2019). W 2021 roku pozostaje jednym z tylko sześciu laureatów obu wyróżnień.

## Życiorys
Studia z fizyki teoretycznej (praca magisterska z teorii cząstek elementarnych) ukończył w Uniwersytecie Jagiellońskim w 1969. Stopień doktora fizyki uzyskał w Akademii Górniczo-Hutniczej w 1975 na podstawie pracy przygotowanej pod kierunkiem Janusza Morkowskiego. Habilitował się w macierzystym Uniwersytecie Jagiellońskim w 1981, zaś tytuł naukowy profesora nauk fizycznych został mu nadany w 1993.
Swoje prace publikował m.in. w takich czasopismach jak: „Physical Review B”, „New Journal of Physics” oraz „Journal of Physics: Condensed Matter”. Jest autorem książki Wstęp do fizyki materii skondensowanej (Wydawnictwo Naukowe PWN, Warszawa 2015) oraz współautorem A Primer to the Theory of Critical Phenomena (Elsevier Science, 2018). Był promotorem ponad 20 przewodów doktorskich. W pracy badawczej zajmuje się m.in. nadprzewodnictwem wysokotemperaturowym.
Jest członkiem szeregu towarzystw i ciał kolegialnych, m.in.: American Physical Society, European Physical Society, Polskiego Towarzystwa Fizycznego, Komitetu Narodowego do spraw Współpracy z Europejską Fundacją Nauki Polskiej Akademii Nauk oraz Polskiej Akademii Umiejętności.
Od 2025 r. jest członkiem rzeczywistym Polskiej Akademii Nauk.
Wielokrotnie wyróżniany i nagradzany za osiągnięcia naukowe. Odznaczony m.in. Krzyżem Kawalerskim Orderu Odrodzenia Polski (2005) oraz Medalem Komisji Edukacji Narodowej (2015). Laureat Nagrody Fundacji na rzecz Nauki Polskiej 2016 za badania układów silnie skorelowanych, a w szczególności za sformułowanie modelu t-J, a także Nagrody Prezesa Rady Ministrów 2016. W 2019 odznaczony Medalem Mariana Smoluchowskiego.
Żonaty, ma dwoje dzieci.